# Adrian Leijer
Adrian Leijer (* 25. März 1986 in Dubbo, New South Wales) ist ein australischer Fußballspieler.

## Vereinskarriere
Leijer wurde von 2002 bis 2003 am Victorian Institute of Sport ausgebildet und spielte in der Saison 2003/04 für die Melbourne Knights bei der letztmaligen Austragung der National Soccer League. 2005 wurde er von dem neu gegründeten Verein Melbourne Victory unter Vertrag genommen, der an der neugeschaffenen australischen Profiliga A-League teilnahm. Sein dortiger Trainer war Ernie Merrick, unter dem er bereits am Victorian Institute trainiert hatte.
Bereits in seiner ersten Saison wurde er bei Melbourne Stammspieler und bestritt 20 von 21 Saisonspielen, die Saison schloss der Klub auf dem vorletzten Tabellenplatz. Die folgende Saison sollte ungleich erfolgreicher werden. In der regulären Saison belegte man den ersten Rang vor Adelaide United, die man dann im Major Semifinal mit 2:1 in der Addition besiegte. Im Grand Final traf man dann erneut auf Adelaide, dominierte die Partie nach Belieben und wurde durch einen 6:0-Erfolg australischer Landesmeister. Leijer wurde für seine Leistungen während der Saison als „A-League Young Player of the Year“ ausgezeichnet.
Nach dem Meistertitel wechselte er für eine nicht veröffentlichte Ablösesumme zum englischen Premier-League-Klub FC Fulham und unterschrieb einen Drei-Jahres-Vertrag. Dort kam er in seiner ersten Saison nur in der Reserve zum Einsatz und saß in zwei Ligapartien der ersten Mannschaft auf der Ersatzbank. Anfang Februar 2009 wurde er bis zum Saisonende an den Zweitligisten Norwich City verliehen, bevor er zur folgenden Saison nach Australien zu Melbourne Victory zurückkehrte, ohne einen Pflichtspieleinsatz für Fulham absolviert zu haben. Bei Melbourne etablierte er sich umgehend wieder in der Abwehrreihe und erreichte mit der Mannschaft das Meisterschaftsfinale der Saison 2009/10, in dem er gegen den Sydney FC zum zwischenzeitlichen 1:1-Ausgleich traf, bevor im Elfmeterschießen Sydney den Meistertitel errang.

## Nationalmannschaft
Leijer nahm mit der australischen U-17-Auswahl an der Weltmeisterschaft 2003 in Finnland teil und bestritt dort alle drei Partien als Rechtsverteidiger beim Vorrundenaus seines Teams. 2005 stand er im 23-köpfigen Kader bei der Junioren-Weltmeisterschaft in den Niederlanden, blieb aber ohne Einsatz. Er trainierte in der Vorbereitung für die WM 2006 in Deutschland mit der australischen A-Nationalmannschaft, wurde aber nicht für das Turnier berücksichtigt. Sein Debüt in der A-Nationalelf gab Leijer im März 2008 in einem Freundschaftsspiel gegen Singapur.
Mit der Olympiaauswahl (U-23) qualifizierte sich der Verteidiger für das olympische Turnier 2008 in China und wurde im Juli in das 18-köpfige Turnieraufgebot berufen, kam während des Turniers aber nicht zum Einsatz.

## Erfolge/Titel
Mit seinen Vereinen
- Australischer Meister: 2006/07

Individuelle Auszeichnungen
- A-League Young Player of the Year: 2006/07
- Melbourne Victory Player of the Year: 2005/06
- Melbourne Victory Clubman of the Year: 2005/06